# Dimethyl teluride
Dimethyl teluride là một hợp chất hữu cơ của teluri, thành phần gồm có nhóm chức methyl và nguyên tố teluri, công thức hóa học được quy định cho hợp chất này là (CH3)2Te. Ngoài ra, hợp chất này cũng được biết đến với cái tên viết tắt thường gặp là Me2Te.
Dimethyl teluride là vật liệu đầu tiên được sử dụng để phát triển cadmi teluride dạng epitaxy và thủy ngân cadmi teluride bằng cách sử dụng epitaxy giai đoạn kim loại hóa lỏng.
Hợp chất này là một sản phẩm của quá trình trao đổi chất của vi khuẩn được phát hiện lần đầu tiên vào năm 1939. Dimethyl teluride được sản xuất bởi một số nấm và vi khuẩn (Penicillium brevicaule, P. chrysogenum, P. notatum và vi khuẩn Pseudomonas fluorescens).
Độc tính của Me2Te không rõ ràng. Hợp chất này được được tạo ra từ cơ thể khi ăn phải teluri hoặc một số hợp chất của nó. Nó có thể được nhận biết bằng mùi tỏi đặc trưng (có mùi giống như tỏi thối khi không có không khí), tương tự như mùi của dimethyl sulfoxide (DMSO). Teluri được biết đến là một hóa chất độc hại.